# Wulfila scopulatus
Wulfila scopulatus là một loài nhện trong họ Anyphaenidae.
Loài này thuộc chi Wulfila. Wulfila scopulatus được Eugène Simon miêu tả năm 1897.